# Chicanos, chasseur de têtes
Pour les articles homonymes, voir Borderline.
Pour plus de détails, voir Fiche technique et Distribution.
Chicanos, chasseurs de têtes (titre original : Borderline) est un film policier américain réalisé par Jerrold Freedman, sorti en 1980.

## Fiche technique
- Titre : Chicanos, chasseurs de têtes
- Titre original : Borderline
- Réalisation : Jerrold Freedman
- Scénario : Jerrold Freedman et Steve Kline
- Directeur de la photographie : Tak Fujimoto
- Montage : John F. Link
- Musique : Gil Melle
- Production : James Nelson
- Dates de sortie:
  -  États-Unis : 31 octobre 1980
  -  France : 10 juin 1981

## Distribution
- Charles Bronson (VF : Marcel Bozzuffi) : Jeb Maynard
- Bruno Kirby (VF : Frédéric Pieretti) : Jimmy Fante
- Bert Remsen (VF : William Sabatier) : Carl J. Richards
- Michael Lerner (VF : Roger Lumont) : Henry Lydell
- Ed Harris (VF : Pierre Arditi) : Hotchkiss
- Karmin Murcelo (VF : Evelyn Séléna) : Elena Morales
- Kenneth McMillan (VF : Jacques Dynam) : Malcolm Wallace
- John Ashton (VF : Georges Lycan) : Charlie Monroe
- James Victor (VF : Henry Djanik) : Mirandez
- Panchito Gómez (VF : Franck Baugin) : Benito Morales
- Norman Alden (VF : Raoul Delfosse) : Willie Lambert
- Anthony Muñoz : le Guatemaltèque